# Sociedade dos Missionários da África
A Sociedade dos Missionários da África é uma sociedade de vida apostólica da Igreja Católica Apostólica Romana fundada em 1868, por Dom Charles Lavigerie, arcebispo de Argel.
Seu nome latino é Missionarii Africæ, o que determina sua sigla: (M Afr).
São também chamados Padres Brancos (Patres Albi).

## História
É na época da fome de 1867, deixando um grande número de crianças órfãs no que é hoje a costa norte da Argélia, que Lavigerie (nesse ano tornou-se bispo de Argel) prepara a criação da sua congregação para instruir e catequizar essas crianças (criação de aldeias cristãs) numa primeira etapa, e numa segunda etapa, evangelizar as populações do Saara e da África central. Após a criação da sociedade, inicia seus trabalhos em obras sociais, nas escolas e nos hospitais, sempre buscando o desenvolvimento dos povos, e pouco a pouco são instalados vários postos de missão em Cabília e no Saara. O fundador, que considerava a Argélia como uma porta aberta para um continente, exigia de seus missionários três coisas[carece de fontes?]:
- Falar a língua do povo a quem se dirigia
- Comer os seus  alimentos
- Desgastar as próprias vestes

Muitas vezes os missionários corriam perigo de vida, como por exemplo em 1876 e 1881 quando duas caravanas, atravessando o deserto para irem para o sul da Argélia, são massacradas. A sociedade desenvolver-se-á rapidamente. As suas constituições são aceites em 1879 e definitivamente aprovadas por Roma em 1908. Quando o fundador, já cardeal da Igreja Romana, morreu em 1892, duzentos e setenta e oito missionários, de cinco nacionalidades já estavam trabalhando em seis países: Argélia, Tunísia, Uganda, Tanzânia, Congo e Zâmbia.
Abriram a primeira casa em França em 1874, na Tunísia em 1875, em África de leste em 1878, na Bélgica em 1884, na Alemanha em 1894, no Sudão francês nesse mesmo ano, e no Quebeque em 1901.
Após a Segunda Guerra Mundial, a sociedade torna-se uma das mais famosas instituições missionárias francófonas, muitas vezes mencionada na literatura ou cinema da época. O costume religioso obrigatório dos padres antes dos anos 1875-1965 consistia normalmente numa batina branca ou gandoura (túnica de origem berber) com um albornoz branco, um Rosário e uma cruz à volta do pescoço. Antes dos anos 1960, em época colonial, o superior residia em Maison-Carrée e os noviços em Tunis.

## Atualidade
Os Padres Brancos eram 2098 em janeiro de 1998. A sociedade entrou no século XXI com mil seiscentos e oitenta e quatro missionários, de trinta e seis nacionalidades, trabalhando em quarenta e dois países da África, em trezentas e dez comunidades.
Em janeiro de 2006 eram nove bispos, 1498 sacerdotes, 156 irmãos, 16 clérigos, 5 associados e 354 seminaristas; em 2007 eram 1712 membros, dos quais cerca de 1400 sacerdotes, em 261 casas. Segundo as suas regras, não podem ser menos de três em cada casa. A sociedade dos missionários de África depende da congregação para a evangelização dos povos. O superior general da sociedade é eleito para um período de seis anos. É aceite qualquer nacionalidade em suas casas de formação localizadas em França, Bélgica, Luxemburgo, Holanda, Alemanha e Quebeque.
A sede situa-se, desde 1952, em Roma. O superior general é Stanley Lubungo, do Zâmbia, eleito em maio de 2016.

## Ramo feminino
Em 1869, o Cardeal Lavigerie funda o ramo feminino, com o nome de Missionárias de Nossa Senhora da África, em latim: 'Missionariæ Africæ (Sorores Albæ)

## Superiores gerais
- Charles Lavigerie (1868-1889)
- Léon Livinhac (1889 – 1922)
- Paul Voillard (1922 – 1936)
- Joseph-Marie Birraux (1936 – 1947)
- Louis-Marie-Joseph Durrieu (1947 – 1957)
- Léon Volker (1957 – 1967)
- Théoz Van Asten (1967 – 1974)
- Jean-Marie Vasseur (1974 – 1980)
- Robert Marie Gay (1980 – 1986)
- Étienne Renaud (1986 – 1992)
- Gothard Rosner (1992 – 1998)
- François Richard (1998 – 2004)
- Gérard Chabanon (2004 – 2010)
- Richard Kuuia Baawobr (2010 – 2016)
- Stanley Lubungo (desde 2016)